# Europees kampioenschap voetbal 2012 (Groep D) Engeland - Oekraïne
Dit artikel gaat over de wedstrijd in de groepsfase in groep D tussen Engeland en Oekraïne die gespeeld zal worden op 19 juni 2012 tijdens het Europees kampioenschap voetbal 2012.
Het is de drieëntwintigste wedstrijd van het toernooi en wordt gespeeld in de Donbas Arena in Donetsk.

## Voorafgaand aan de wedstrijd
- Op de FIFA-wereldranglijst van mei 2012 stond Engeland op de 7e plaats, Oekraïne op de 50e plaats.[1]
- Engeland en Oekraïne speelden 5 keer eerder tegen elkaar. Engeland won 4 van de 5 duels, Oekraïne won 1 van de 5 duels. Er werd niet gelijk gespeeld.
- In de vijf onderlinge duels scoorde Engeland 8 keer en Oekraïne scoorde 2 keer.

## Wedstrijdgegevens

De basisopstellingen van beide landen

| Datum                | 19 juni 2012           | 19 juni 2012           |
| Wedstrijdnummer      | 23                     | 23                     |
| Stadion              | Donbas Arena, Donetsk  | Donbas Arena, Donetsk  |
| Toeschouwers         | 48.700                 | 48.700                 |
| Scheidsrechter       | Viktor Kassai          | Viktor Kassai          |
| Assistenten          | Gábor Erős György Ring | Gábor Erős György Ring |
| Vierde man           | Tom Harald Hagen       | Tom Harald Hagen       |
| Man van de wedstrijd | Steven Gerrard         | Steven Gerrard         |
|                      | Engeland               | Oekraïne               |
| Doelpunten           | 1                      | 0                      |
| Gele kaarten         | 2                      | 3                      |
| Rode kaarten         | 0                      | 0                      |
| Wissels              | 0                      | 0                      |
| Schoten op doel      | 5                      | 5                      |
| Schoten naast doel   | 4                      | 11                     |
| Overtredingen        | 5                      | 7                      |
| Hoekschoppen         | 6                      | 10                     |
| Buitenspel           | 0                      | 0                      |
| Vrije trappen        | 12                     | 13                     |
| Balbezit (tijd)      | 0                      | 0                      |
| Balbezit (%)         | 40                     | 60                     |

| Engeland | 1 – 0           | Oekraïne |
| (Steven Gerrard) Wayne Rooney 48' | goals (assists) | |
| Oleh Blochin | bondscoach      | Roy Hodgson |
| Joe Hart Glen Johnson Ashley Cole John Terry Joleon Lescott Steven Gerrard James Milner 69' Wayne Rooney 87' Ashley Young Scott Parker Danny Welbeck 82' | opstellingen    | Andrij Pjatov Yevhen Selin Jevhen Chatsjeridi Oleg Goesjev Jaroslav Rakitskiy Anatoli Tymosjtsjoek Andriy Yarmolenko Jevhen Konopljanka 77' Artem Milevsky 78' Denys Garmash 70' Marko Dević |
| Theo Walcott 69' Andy Carroll 82' Alex Oxlade-Chamberlain 87'                                                                                            | wissels         | 70' Andrij Sjevtsjenko 77' Bohdan Boetko 78' Serhij Nazarenko |
| Steven Gerrard 73' Ashley Cole 78' | gele kaarten    | 63' Anatoli Tymosjtsjoek 74' Jaroslav Rakitskiy 86' Andrij Sjevtsjenko |
| | rode kaarten    | |

## Wedstrijden
| Groepswedstrijden | | | |
| Groep A | Groep B | Groep C                                                                                               | Groep D |
| Polen - Griekenland Rusland - Tsjechië Griekenland - Tsjechië Polen - Rusland Tsjechië - Polen Griekenland - Rusland | Nederland - Denemarken Duitsland - Portugal Denemarken - Portugal Nederland - Duitsland Portugal - Nederland Denemarken - Duitsland | Spanje - Italië Ierland - Kroatië Italië - Kroatië Spanje - Ierland Kroatië - Spanje Italië - Ierland | Frankrijk - Engeland Oekraïne - Zweden Oekraïne - Frankrijk Zweden - Engeland Engeland - Oekraïne Zweden - Frankrijk |
| Kwartfinales | | | |
| Tsjechië - Portugal                                                                                                  | Duitsland - Griekenland | Spanje - Frankrijk                                                                                    | Engeland - Italië |
| Halve finales | | | |
| ‎Portugal - Spanje | ‎Portugal - Spanje | Duitsland - Italië                                                                                    | Duitsland - Italië                                                                                                   |
| Finale | | | |
| Spanje - Italië | | | |